# Сьвенти-Ґай
Сьвенти-Ґай (пол. Święty Gaj, нім. Heiligenwalde, Kreis Preußisch Holland) — село в Польщі, у гміні Рихлики Ельблонзького повіту Вармінсько-Мазурського воєводства.
Населення — 150 осіб (2011).
У 1975-1998 роках село належало до Ельблонзького воєводства.

## Демографія
Демографічна структура станом на 31 березня 2011 року:
|          | Загалом | Допрацездатний вік | Працездатний вік | Постпрацездатний вік |
| -------- | ------- | ------------------ | ---------------- | -------------------- |
| Чоловіки | 69      | 11                 | 48               | 10                   |
| Жінки    | 81      | 17                 | 45               | 19                   |
| Разом    | 150     | 28                 | 93               | 29                   |